# Triptyque marocain
Le Triptyque marocain est un ensemble de trois tableaux réalisés par le peintre français Henri Matisse en 1912-1913. Dominées par la couleur bleue, ces huiles sur toile représentent toutes la ville de Tanger, au Maroc, deux d'entre elles étant des paysages urbains et la troisième, Zorah sur la terrasse, au centre, s'apparentant davantage à un portrait d'une habitante. Exécutées en réponse à une commande d'Ivan Morozov, elles sont aujourd'hui conservées au musée des Beaux-Arts Pouchkine, à Moscou,.

## Œuvres

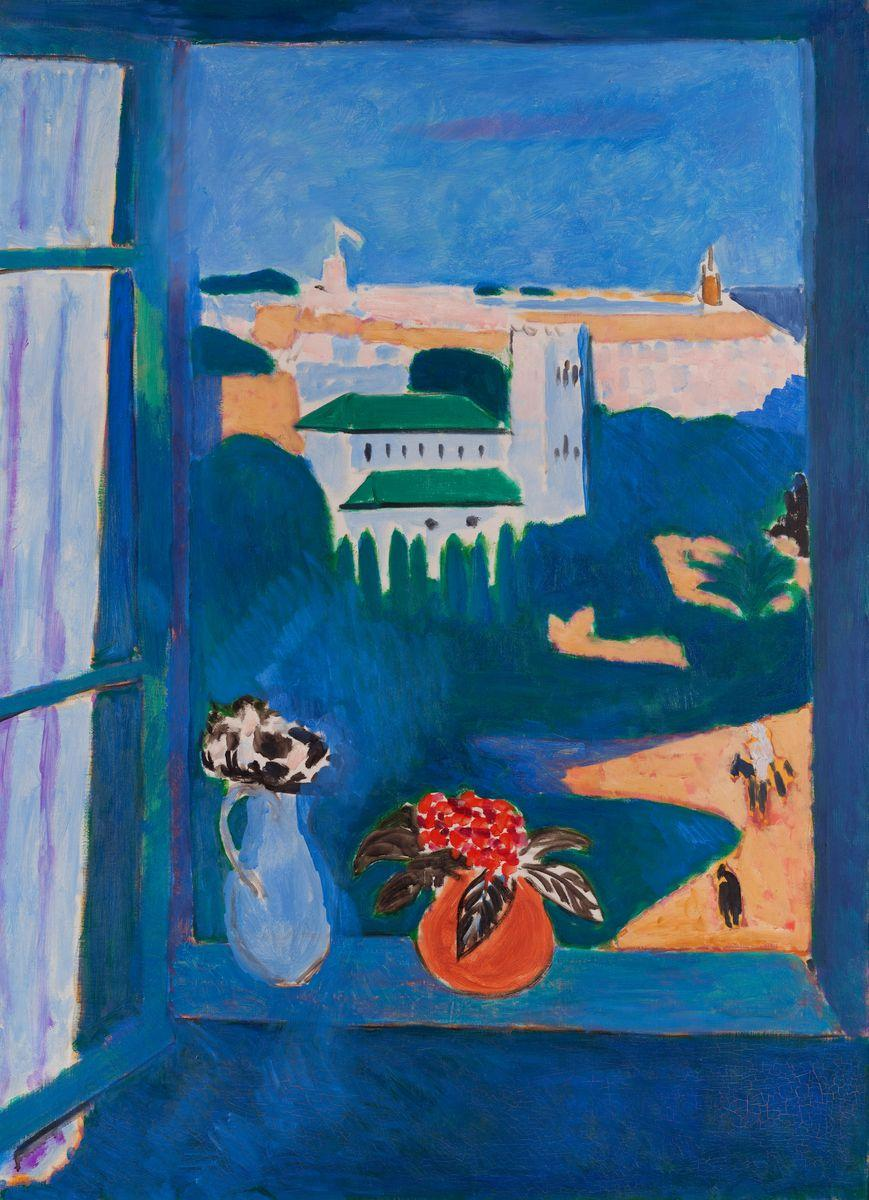
Vue de la fenêtre.
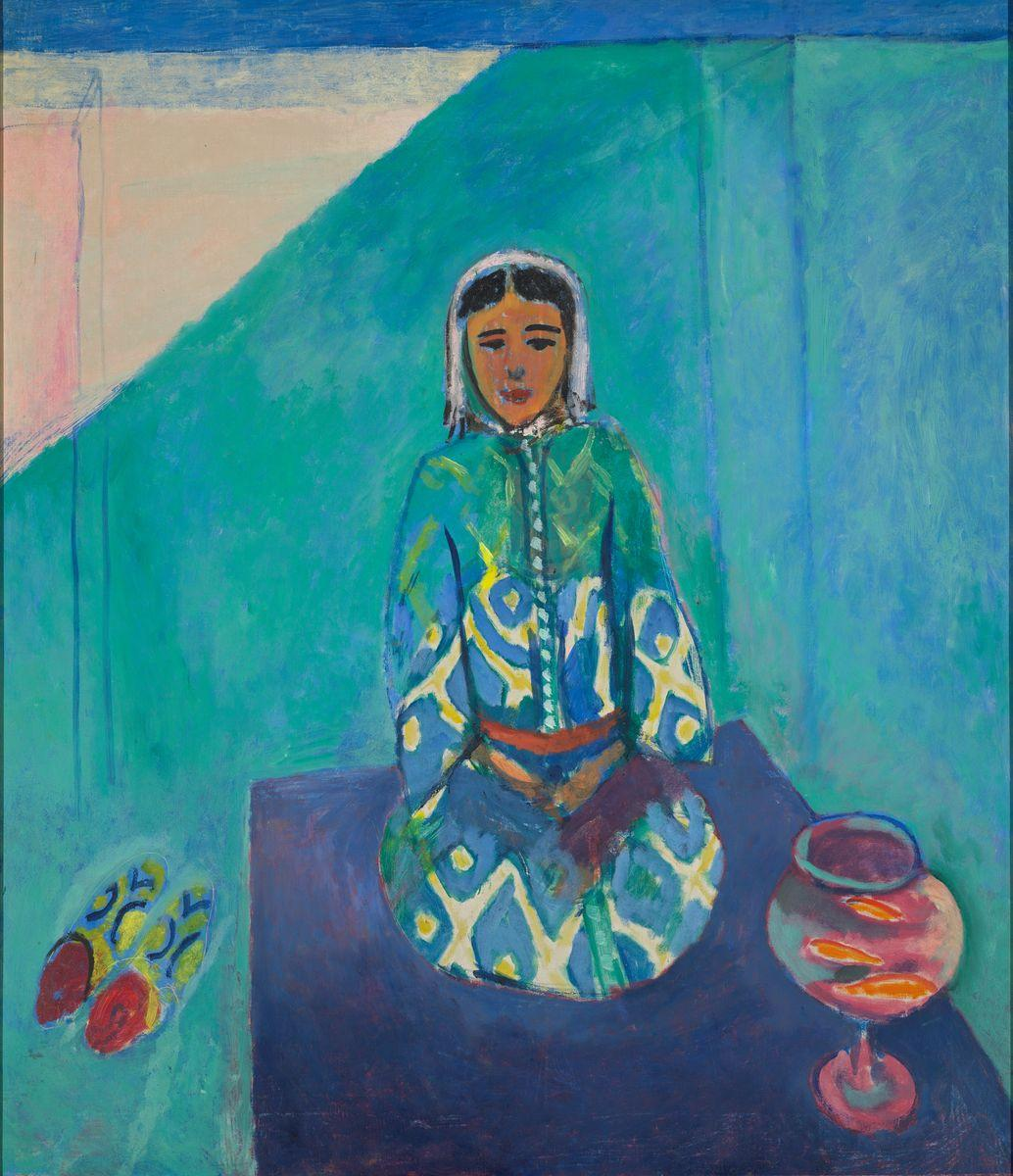
Zorah sur la terrasse.
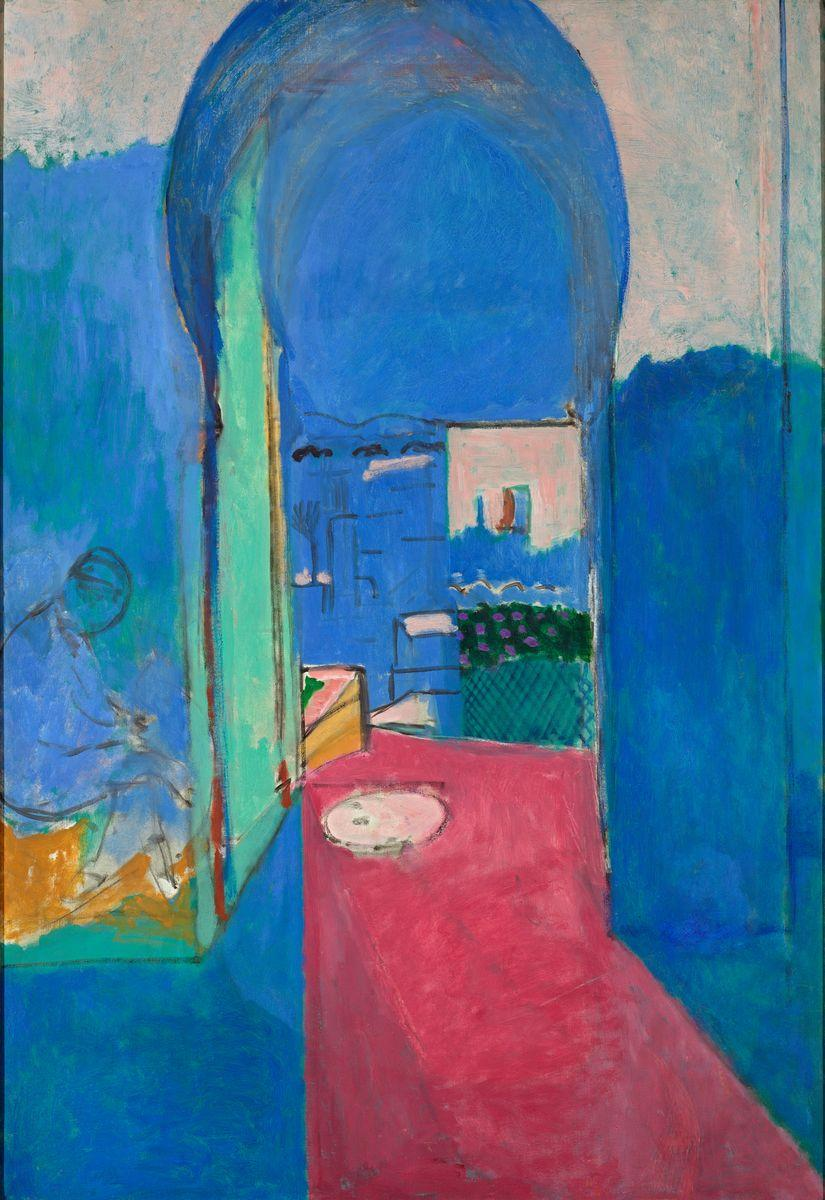
Porte de la Casbah.